# ジョセフ・ウェーバー
ジョセフ・ウェーバー（Joseph Weber、1919年5月17日 - 2000年9月30日）は、アメリカメリーランド大学カレッジパーク校の物理学名誉教授である。彼は、メーザーやレーザーの実用開発へと導いた量子エレクトロニクスの先駆者として知られる。

## 経歴
ウェーバーは、アメリカ合衆国ニュージャージー州パターソンに生まれた。クーパー・ユニオンに入学するものの、生活費の工面が難しく、海軍兵学校の試験を受け合格した。海軍兵学校を1940年に卒業、同年海軍少尉に任命され、航空母艦レキシントンに就艦、1941年12月5日には、真珠湾攻撃の大惨事から、からくも遁れている。1942年5月8日の珊瑚海海戦では、日本空母に多大な損害を与えたが、同時にレキシントンも日本機動部隊の攻撃を受け被弾、消火活動に失敗した「レキシントン」は、猛火に包まれ、総員退却。この時、彼も危うく逃れている。その後、駆潜艇SC690に着任し、大西洋を横断する護衛艦をまもり、1943年のシシリー島上陸にも加わっている。
第二次世界大戦後は、海軍船舶局電子設計部門の責任者となる。彼は、アマチュア無線の経験とレーダーへの入れ込みにより、電子対抗手段(ECM)の研究開発を任せられた。
1948年メリーランド大学の電気工学正教授となる。この時、海軍少佐として除隊している。同年、アメリカカトリック大学の大学院に入学し、アンモニアの超短波反転スペクトルをキース・レイドラーと共同研究し、1951年同大学より物理学の博士号（Ph.D.）を授与されている。
同時期、彼はAとBのアインシュタイン定数が、現在メーザーやレーザーと呼ばれる電磁波増幅器を作れば、使えることに気づいた。彼は、その考え方を1952年6月、カナダ・オタワでの無線学会(IRE)で発表し、現在量子エレクトロニクスと呼ばれている最初の公開文献を出版した。彼の努力はIRE（現IEEE）の目に留まり、「初期のメーザーへと導く考え方の理解」の功績で上級会員となる（1958年）。メーザーとレーザー装置の実用開発は、チャールズ・タウンズ、ニコライ・バソフ、アレクサンドル・プロホロフ、セオドア・メイマンとアーサー・ショーローらによって成し遂げられている。タウンズ、パソフ、プロホロフらは1964年に、またショーローは1981年に、それぞれノーベル物理学賞を受賞し、メイマンは1987年、日本国際賞を受賞している。
1955～56年にかけ、彼は、グッゲンハイム奨学金を受け、ニュージャージー州プリンストンの高等研究所で、一般相対性理論の研究に没頭した。重力波の存在が、あまり受け入れられなかった当時、ウェーバーは、本気でその波を検出しようとした最初の一人だった。メリーランド大学では、1961年に物理学部の正教授となっている。
彼は、高校時代のクラスメイト、アニタ・ストラウスと結婚し、4人の息子をもうけている。その結婚は、1971年に彼女が亡くなるまで続いた。その後、天文学者のバージニア・トゥリンブルと再婚している。
また、重力波検出器（ウェーバー・バー）の考案者としても知られ、アメリカ天文学会による天体観測のためのジョセフ・ウェーバー賞は、彼の名に因み付けられた。
この賞は、天文学の進歩を導いた器機の使用（ソフトウェアではなく）についての設計、発明または重要な改良に対して、いかなる国籍であろうとその個人に対して授与される。また、候補者の市民権や住んでいる国によって制約されることはない、などとしている。

## ウェーバー・バー
ウェーバー・バーはウェーバーが考案した共振型重力波検出器の一つで、1968年、ウェーバーは太陽系の属する銀河系のほぼ中心から来る重力波を検出したとフィジカル・レビュー・レターズに発表した。それから40年余りたった2016年の2月、アメリカの研究チームが重力波を直接検出した、として発表した。過去にはジョゼフ・テイラーらによる「重力研究の新しい可能性を開いた新型連星パルサーの発見」がある。これは連星パルサーがお互いの公転周期が徐々に小さくなっていることの発見であり、これを重力波でエネルギーが放出され続けたと考えることでアインシュタインの一般相対性理論が予言する値と誤差の範囲内で一致することを見出したものである。当時はこれが重力波の存在を裏付ける有力な証拠とされ、テイラーは、1993年ラッセル・ハルスと共にノーベル物理学賞を受賞している。
彼は、また、他の天文学者が超新星SN1987Aの爆発を観測したのと同時刻に重力波を検出したと発表した。彼の実験に対して、元の重力波の強度では、彼の考案した装置による測定は不可能だとして、多くの物理学者は関心を示さないが、2次的な検出だと仮定すれば、1万倍程度に増幅した重力波を検出した可能性も否定できないとする研究チームもある。

### 装置の概要

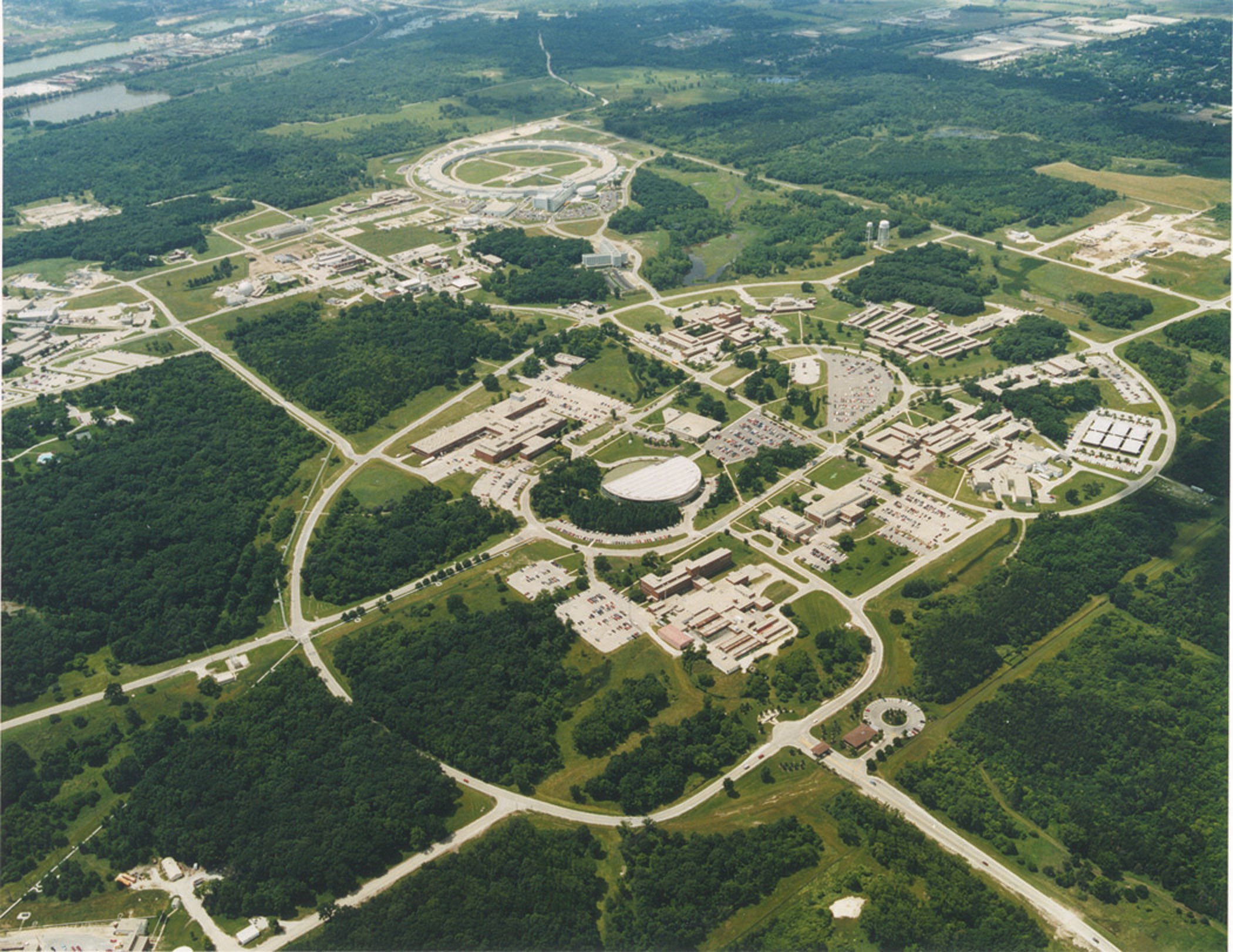
アルゴンヌ国立研究所

直径約90cm、長さ約1.5m、重さ3.5tのアルミニウム製の円柱を鋼鉄製のロープで吊るし、円柱の中央部に圧電気の検出器を据え置く。圧電気とは、水晶などの結晶体が圧縮あるいは引き伸ばされるときに発生する弱い電圧のことであり、円柱の直径と長さによって決まる共振周波数をその電圧値により測定出来るとしている。彼は、地球の雷、地震その他のかく乱要因の影響を排除するため、同じ装置を2つ作り、これをワシントン郊外にあるメリーランド大学に、もう一つを約1000km離れたシカゴの近くにあるアルゴンヌ国立研究所に設置し、これらを電話線で繋いだ。その後も同様な研究を円板と円筒を組み合わせた「アンテナ」で続け、その大きさは、直径約1m、長さ約2mと言われている。また、圧電気の検出器をバー腰部に多数個取り付けている。

### 研究方法
ウェイバーは、円柱を震動、地域的な地震、雷などによるかく乱から絶縁させるために非常な苦労をした。重力波とされないノイズとして唯一問題となったのは、アルミニウム原子の不規則な熱運動であった。この熱運動のせいで円柱の長さは、陽子直径よりも小さい、10-16m単位の誤差を生ずるが、見込まれる重力波の信号はあまり大きくない。重力波が通過したという証拠に、ウェーバーはバックグランドノイズを示すある「閾値（しいきち）」を超える小さく短い揺らぎ（wiggles）をデータに捜した。しかし、彼はこの「しきい値」を矛盾なく、正確には定義しなかった。
ウェーバーの検出証拠は、同一0.5秒間に二つ以上のバーに表れるこれら上記のバックグランド信号を観測することに立脚している。2つのメリーランド・バーのいくつかの一致する現象を観察した後、その円柱の一つを、そこから約1000km離れたシカゴ近くのアルゴンヌ国立研究所に運んだ。1969年、彼はPRLへ81日間に2つの場所で約2ダースの一致する検出があったと報告した。彼は、いくつかの信号は非常に大きく、偶々一致する確率は、100年または1000年に1度あるかないかと試算した。このことを重力波の「よき証拠」と彼は述べている。次の年、7ヶ月間に311の一致する検出があり、さらに銀河の中心を指す方向に集中していると公表した。
ウェーバーが実験で用いた円柱では、振動数約千Hz(1660Hzといわれている)の重力波に共鳴するため、もしそうだとしたならば、重力波の源となりうるものは、核反応を起こしている星や重力凝縮を起こしつつある星の中の原子核の集団運動と考えられる。
世界中の他の研究者らも（例えば、カルフォルニア大学デービス校のトニー・タイソン氏）同様な"ウェーバー・バー"を作ったが、重力波は検出されなかった。このために、重力波は存在しないと結論付けるのは誤りである。